# Брандидж, Маргарет
Маргарет Брандидж или Брандедж (англ. Margaret Brundage, 9 декабря 1900, Чикаго — 9 апреля 1976) — американская художница-иллюстратор, автор обложек pulp-журналов. Создала большинство обложек журнала «Weird Tales».

## Биография
Маргарет Брандидж (урождённая Маргарет Хедда Джонсон) родилась в Чикаго, в семье со шведскими и ирландскими корнями. Отец Маргарет умер, когда ей было восемь лет, она росла с матерью и бабушкой. В школе училась в одном классе с Уолтом Диснеем. «Я закончила, а он нет», — заметила она позже в интервью (Дисней ушёл из школы, чтобы поступить на службу в армию). Её образование продолжилось в Чикагской академии изящных искусств (1921—1923), и Дисней снова учился вместе с ней. Потом работала иллюстратором. В 1927 году вышла замуж за Майрона «Слима» Брандиджа, бывшего бродягу, имевшего пристрастие к алкоголю. Через два года у них родился сын. Женитьба была несчастливой, и в 1939 году Маргарет развелась с мужем.
В 1932 году Брандидж впервые нарисовала обложку для журнала: это был сентябрьский номер «Oriental Stories» (позже переименован в «The Magic Carpet»). Затем она сотрудничала с журналом «Weird Tales». Ей платили по девяносто долларов за обложку, достаточно, чтобы поддерживать её мать-инвалида в те годы, когда её муж ничего не делал для семьи. В период 1936—1938 годов её работы чередовались с работами Вёрджила Финлэя, который стал её главным конкурентом.
Обложки Брандидж обычно были выполнены в стиле «дева в беде»: на них изображались обнажённые или полуобнажённые девушки, которым угрожала какая-то опасность. Её работы были так популярны, что многие авторы журнала, например Сибери Куин, просили, чтобы их произведения иллюстрировала Брандидж. Поскольку она подписывалась «М. Брандидж», то многие читатели воспринимали её как мужчину. Лион Спрэг де Камп часто говорил, что она использует свою дочь в качестве модели, но у Брандидж никогда не было дочери.
В 1938 году редакция журнала переехала из Чикаго в Нью-Йорк. Из-за того, что в журнале были приняты новые стандарты обложки (изображения должны были стать более благопристойными) и из-за технических сложностей переправки рисунков в другой город, сотрудничество Брандидж и журнала прекратилось.
Последние годы Брандидж провела в относительной бедности. Она продолжала рисовать до самой смерти, которая наступила в 1976 году.